# Cesta
Cesta je infrastrukturni objekt nizke gradnje, namenjen različnim vrstam prometa. Cesta je načrtno speljana pot, ki med seboj povezuje različne geografske lokacije. Voziščna konstrukcija cest je lahko različna: gramozna, tlakovana, cementno-betonska ali asfaltna in je prvenstveno namenjena motornemu prometu. Glede na funkcijo cest v prostoru ločimo daljinske, medregionalne in medobčinske ceste ter ceste znotraj naselij in med naselji, pa tudi gozdne ceste in poljske poti. Glede na funkcijo v prostoru in tehnične elemente pa ceste delimo na avtoceste, hitre ceste, glavne in regionalne ceste, ki so v Sloveniji v upravljanju države, lokalne ceste in javne poti v upravljanju občin ter druge nekategorizirane ceste v zasebni lasti.
Za potrebe mednarodne statistične primerjave Organizacije za gospodarsko sodelovanje in razvoj (OECD) je cesta opredeljena kot "komunikacija (potovalna pot) z utrjenim voziščem, razen tirov ali letalskih poti, odprta za javni promet, predvsem za uporabo cestnih motornih vozil z lastnim pogonom", ki vključuje "mostove, predore, podporne konstrukcije, križišča, križanja, priključke in cestninske ceste, ne pa tudi kolesarske poti".  V mestih se ceste lahko razlikujejo in imajo tako dvojno funkcijo: kot mestni prostor (te se imenujejo ulice) in način potovanja. Sodobne ceste so običajno gladke, tlakovane ali drugače utrjene, kar omogoča preprosto potovanje. V preteklosti so bile številne ceste le preproste poti ali smeri za potovanje, brez kakršnekoli zgrajene površine ali vzdrževanja.
Izraz cesta uporabljamo tudi kot pesniško metaforo za različne (tudi časovne) razdalje.

## Zgodovina
Začetki obstoja voznega prometa in s tem tudi gradnje cestnega omrežja segajo daleč nazaj. Najstarejša doslej znana dokaza za obstoj voznega prometa na Slovenskem sta kolo in njemu pripadajoča os iz bakrene dobe, najdena na Ljubljanskem barju. Datirajo ju v čas med letoma 3350 in 3100 pr. n. št. V času bronaste dobe je do sredozemskega sveta segla dvosmerna trgovina z baltskim območjem, s katero je v sredozemski svet prispel jantar. Jantarnih poti, po katerih se je vršila ta trgovina, je bilo več in niso bile stalne, krajši ali daljši odseki so bili enkrat bolj, drugič manj pomembni. Ceste iz pozne bronaste dobe, ki je na Slovenskem trajala od okoli leta 1300 do okoli leta 800 pr. n. št., so našli v Mariboru, v Ormožu in na Ptuju. V starejši železni dobi, to je v času od 8. do 4. stol. pr. n. št., sta na današnjem slovenskem ozemlju najvišjo stopnjo razvoja dosegli Dolenjska in Primorska. Po ustanovitvi Akvileje leta 181 pr. n. št. je bil zelo razvit promet z vozovi, ki so vozili železovo rudo. Pomembna je bila keltska naselbina Navport (Vrhnika), kjer so morali plačati mitnino, da so lahko nadaljevali pot proti severovzhodu. Tudi iz železne dobe poznamo na Slovenskem redke najdbe cestišč: ulice iz Mosta na Soči in morda starejšo železnodobno cesto na najdišču Požarnice pri Družinski vasi na Dolenjskem.
Pravi razvoj cestnega omrežja pa se je začel v času širjenja Rimskega imperija na območje današnje Slovenije. Že v zbirki predpisov Lex duodecim tabularum (zakon dvanajstih plošč), ki so jo izdali 450 pr. n. št., zasledimo nekaj določil o cestah. Rimljanom so bili vzorniki pri gradnji cest Etruščani in Latini, ki so že spretno gradili umetne ceste. Oba naroda sta namreč živela v živahnih trgovskih stikih z Grki, Feničani in Kartažani na jugu Apeninskega polotoka, pa tudi z raznimi ilirskimi in keltskimi plemeni, zlasti z Noričani v Alpah. Stari Rim je razvil gradnjo in vzdrževanje cest na visoki ravni. Največja razsežnost cestnega omrežja je bila dosežena v 2. stoletju našega štetja, vrhunec razvoja pa sovpada z začetkom razširitve rimske vladavine v svetovno državo ter spremembo republike v cesarstvo leta 30 našega štetja. Rimske ceste so imele kot spodnjo plast (spodnji ustroj) globoke cestne temelje iz drobljenega kamna. Tako so ceste ostale suhe, saj je voda odtekla iz drobljenca in ni postala blatna v glinenih tleh. Na bolj uporabljanih poteh so bile še dodatne plasti, ki so vsebovale šeststranske sklepnike ali tlakovce, ki so zmanjšali dviganje prahu ter trenje koles. Tlakovci so omogočili rimskim vozovom zelo hitro potovanje, kar je zagotavljalo dobre povezave z rimskimi provincami. Podeželske ceste so bile pogosto tlakovane v smeri proti mestu, da so pridelki ostali čisti. V vozilih s konji so bile uporabljene prve oblike vzmeti in blažilnikov, ker prvotni tlakovci niso bili vedno natančno postavljeni.
V času industrijske revolucije je prišlo do povečanega trgovanja, to pa je potrebovalo izboljšane poti. Škot McAdam je zasnoval prvo moderno cesto tako, da je razvil poceni material za tlakovanje iz zemlje in kamnitega agregata (znan tudi kot makadam), da je voda lahko odtekla s površja pa je dvignil niveleto ceste nad okoliški teren. Ko je bil ta material premazan še s katranom, s čimer so zmanjšali erozijo, je nastala makadamizirana cesta, predhodnica asfaltirane ceste.
Ko so konjske vprege zamenjali z avtomobili in tovornjaki oz. kamioni in so se povečale hitrosti, so bile potrebne ceste z večjo kapaciteto. V dvajsetih letih dvajsetega stoletja so se pojavile ceste z omejenim dostopom, prve avtoceste. Njihove glavne značilnosti so bile dvojno vozišče z dostopi načeloma preko izvennivojskih križanj. Dvojno vozišče je omogočalo visoko kapaciteto prometa, blage klančine in krivine skupaj z malo ali nič semaforji pa so dovoljevali razvoj višje hitrosti. Prve ceste z omejenim dostopom so bile t. i. Parkways, v tridesetih letih dvajsetega stoletja so nemške »avtomobilske ceste« (nemško Autobahn) prinesle višje standarde oblikovanja in možnost razvoja višjih hitrosti na večpasovnicah z ločenimi vozišči, podobno tudi v Italiji, v ZDA pa so začeli z gradnjo prvih cestninskih avtocest, to je cest, za uporabo katerih je potrebno plačati cestnino. Po drugi svetovni vojni se je gradnja cestninskih avtocest v ZDA nadaljevala, z njo pa so oblikovali zvezni sistem avtocest, to je cest, ki povezujejo večja središča in so namenjena daljinskemu prometu. Tudi v Evropi se je razširila gradnja avtocest, z izjemo Avstrije in Nemčije, v glavnem cestninskih. V Sloveniji smo prvo štiripasovno avtocesto dobili leta 1972.

## Javne ceste in javne poti
Javne ceste so prometne površine splošnega pomena za cestni promet, ki jih je pristojni organ v skladu z merili za kategorizacijo javnih cest razglasil za javne ceste določene kategorije in jih lahko vsak prosto uporablja na način in pod pogoji, določenimi s predpisi, ki urejajo javne ceste in varnost prometa na njih. Glede na lastništvo javnih cest ločujemo v Sloveniji državne in občinske ceste ter nekategorizirane ceste v zasebni lasti, ki pa so lahko dane v javno uporabo in tako na njih prav tako veljajo predpisi o cestah in prometni varnosti na njih.  
V letu 2011 je bilo v Sloveniji je okoli 38.000 km kategoriziranih javnih cest, od tega je državnih cest 6.521 km: avtocest je 533 km, hitrih cest 73 km, glavnih cest 805 km in regionalnih cest 5.110 km - vse brez posebej zgrajenih priključkov nanje. Lokalnih cest je okoli 14.000 km, javnih poti pa okoli 18.000 km. Z avtocestami in hitrimi cestami upravlja in jih vzdržuje DARS, z ostalimi državnimi cestami (glavnimi in regionalnimi cestami) pa Direkcija Republike Slovenije za infrastrukturo v sestavi Ministrstva za infrastrukturo. 
Za upravljanje, vzdrževanje in obnovo lokalnih cest in javnih poti je pristojna lokalna skupnost oz. občina, v kateri poteka lokalna cesta oz. javna pot, ki v skladu z merili sprejema tudi odlok o kategorizaciji lokalnih cest in javnih poti.

## Načrtovanje
Za ustrezno načrtovanje cest so potrebni različni podatki: geografski in geodetski, prometni, geološki, geotehnični, podatki o rabi prostora in drugi, v odvisnosti od lokacije in kategorije ceste, ki je predvidena s projektom.
Ločimo več faz načrtovanja, ki so odvisne od tega, ali je predvidena rekonstrukcija ali obnova obstoječe ceste, ali pa se načrtuje nova cesta v prostoru. 
Za rekonstrukcijo je potrebno izdelati idejno zasnovo, idejni projekt, projekt za pridobitev gradbenega dovoljenja, projekt za razpis in projekt za izvedbo. Za obnovo ceste običajno zadoščata projekta za izvedbo in za razpis.
Za izdelavo projektne dokumentacije za novogradnjo se postopek načrtovanja začne s pripravo strokovnih podlag za izdelavo in sprejem lokacijskega načrta (LN) ali prostorskega načrta (PN), ki je lahko državni ali občinski. S tem dokumentom se nova trasa umesti v prostor in je tudi podlaga za pričetek postopka pridobivanja zemljišč, potrebnih za gradnjo nove ceste. Strokovne podlage so običajno različne študije, idejne zasnove in idejni projekt (če gre za zahtevne novogradnje). Sprejetju lokacijskega načrta sledi projektiranje (projekt za pridobitev gradbenega dovoljenja, projekt za razpis in projekt za izvedbo).

## Gradnja
Z gradnjo javne ceste se lahko prične, ko so pridobljeni vsi ustrezni dokumenti (predvsem pridobljena zemljišča in gradbeno dovoljenje) ter z javnim razpisom izbran izvajalec gradbenih in drugih del v skladu z zahtevnostjo objekta.

### Materiali
V cestogradnji v Sloveniji uporabljamo pretežno naravne in drobljene zmesi zrn iz karbonatnih kamnin, tj. apnenca in dolomita. Material za gradnjo cest pridobivajo v gramoznicah in kamnolomih, pa tudi iz izkopov v trasi, če se izkaže ustrezna kakovost za vgrajevanje. Za zahtevnejša dela, kot so obrabne plasti, pa se predvsem na bolj prometno obremenjenih cestah uporabljajo kakovostnejše zmesi iz silikatnih zrn. Drugi osnovni materiali v cestogranji so veziva (bitumenska in hidravlična - cement in apno). Izboljšanje določenih lastnosti asfaltov dosežejo tudi z uporabo polimernih bitumenskih veziv. V posameznih primerih, kjer so temeljna tla slabo nosila, v nasipe vgrajujejo tudi druge lažje materiale (na primer elektrofilterski pepel). Za ločevanje nasipa od temeljnih tal pa uporabljajo geotekstil.

### Proizvodi in oprema
Najbolj pomembni proizvodi, ki jih uporabljajo v cestogradnji, so asfaltne zmesi in cementnobetonske mešanice. Spremembam, predvsem naraščanju prometnih obremenitev, sledijo tudi spremembe asfaltne zmesi, saj predvsem zunanji vplivi njihovega vgrajevanja narekujejo spremembe sestave cementnobetonskih mešanic (kontinuirana, diskontinuirana sestava, plastificiranje in mikroarmiranje, hitrejše ali počasnejše vezanje in podobno). Za zahtevno sidranje sten uporabljajo geotehnična sidra, vgrajujejo pa tudi druge proizvode, v odvisnosti od posamezne ceste, ki se gradi.
V cestogranji je za kakovostno izvedbo del potrebna tudi vse boljša strojna oprema izvajalcev. Sem sodijo tako proizvodni obrati kamnitih materialov kot tovarne asfaltnih mešanic in betonarne ter stroji, ki se uporabljajo za vgrajevanje materialov in opreme cest (valjarji, finišerji, vrtalna oprema, rezkalniki, bagri in druga specialna oprema). 

### Postopki
Tehnološke postopke pri gradnji cest so razvijali predvsem zaradi povečevanja prometnih obremenitev ter večjih posegov v teren zaradi večjih dimenzij cestišč. Pri zagotavljanju ustrezne kakovosti temeljnih tal poznamo postopke globokega dreniranja (drenažni trakovi, peščene drenaže in gruščnati koli), plitvega dreniranja (drenažne blazine, drenažne brane ali rebra, drenažne cevi).
Pri gradnji nasipov so uveljavljeni postopki izboljšanja oziroma vezanja prekomernega deleža vode, utrditve in zagotovitve odpornosti proti škodljivim vplivom vode ter stabilizacija oziroma zagotavljanje odpornosti proti zmrzali. Pri gradnji nasipov je poznana tudi metoda armiranja zemljine zaradi zagotavljanja stabilnosti brežin ter gradnja kamnitih zložb zaradi zaščite pred erozijo.
Z zahtevnostjo cest, predvsem avtocest, se je povečala tudi globina vkopov, čemer so pogost vzrok tudi slabe terenske razmere. Za stabilizacijo vkopov tako uporabljajo postopke s podpornimi in opornimi konstrukcijami (klasični kamiti zidovi, kamniti slopi, kašte, gabioni in podobno), za zahtevnejše razmere pa uporabljajo sidrane podporne konstrukcije v obliki posameznih ali povezanih slopov, zidovi iz sidranih montažnih ojačenih plošč, pri najtežjih pogojih pa zgradijo sidrane pilotne stene.
Voziščne konstrukcije so ene pomembnejših in najbolj hkrati izpostavljenih sestavni delov ceste, zato je njihovo dimenzioniranje, sestava materialov in postopek vgrajevanja zelo pomemben. Postopek določanja dimenzij temelji na rezultatih AASHO testa, to je upoštevanju utrujanja vgrajenih materialov pod prometno obremenitvijo. Postopki vgrajevanja so odvisni od uporabljenega materiala (asfalnih in cementnobetonskih zmesi, drenažnega asfalta, površinske prevleke, reciklaža, gramoz).
Za zaščito cest proti eroziji in odvod padavinskih voda uporabljajo postopek tlakovanja, v novejšem času pa z ustrezno strojno premo izdelani  robni trakovi, koritnice, robniki, kadunjasti jarki in drugo po potrebi.

## Vzdrževanje cest
Vzdrževanje cest je gospodarska dejavnost, ki zagotavlja ohranjanje ceste in objektov na njih v primernem stanju, uporabnikom cest pa varno, udobno in gospodarno uporabo. Odločanje o vzdrževalnih delih temelji na rezultatih analiz stanja cest in objektov na njih, strukture in količine prometa, razpoložljivih finančnih sredstvih, pomembnosti ceste v prostoru in omrežju cest, vrsti voziščne konstrukcije, podnebnih razmerah in drugih objektivnih parametrih. Upoštevati je potrebno, da ima vsaka cesta svojo značilnost in potrebe. V praksi ločimo naslednje postopke: preventivno vzdrževanje (redno planirana dela), vzdrževanje glede na stanje ceste in čakanje na porušitev. Vzdrževalna dela se morajo izvajati v skladu s predpisi o cestah in graditvi objektov, urejanju prostora in varstvu okolja, varnosti prometa ter v skladu z navodili za obratovanje.

### Redno letno vzdrževanje cest
Redno vzdrževanje cest|Redno letno vzdrževanje cest obsega dela vzdrževanja cestnega telesa in brežin, gradbenih objektov, naprav za odvodnjavanje, vzdrževanje prometnih površin izven vozišča, opreme in naprav, vzdrževanje vegetacije na cestnem zemljišču, zagotavljanje prevoznosti in odpravo zmrzlinskih in drugih poškodb ali ovir po elementarnih dogodkih. 
Poleg tega pa še: vzdrževanje cestne opreme (varnostne in varovalne ograje), naprav za varstvo pred hrupom, ventilacijskih in varnostnih naprav v predorih, stalnih naprav proti snežnim ali zemeljskim plazovom, vseh naprav (vodov), vgrajenih v cestno telo, naprav za evidentiranje prometa, za pobiranje cestnine, naprav, namenjenih vzdrževanju cest, prometne signalizacije (vertikalne in horizontalne), signalnih in svetlobnih naprav, naprav za daljinsko obveščanje in opozorila za veter, meglo, cestno-vremenskih postaj, vzdrževanje premostitvenih objektov (mostov, viaduktov, podvozov, nadvozov, podhodov in nadhodov za pešce, propustov, predorov in galerij ter drugih inženirskih objektov (podporne in oporne konstrukcije)).

### Zimsko vzdrževanje cest
Zimsko vzdrževanje cest obsega zagotavljanje prevoznosti cest v zimskem času. Dela so razdeljena v aktivnosti pred uvedbo zimske službe (zimska služba v Sloveniji traja od 15. novembra tekočega leta do 15. marca naslednjega leta), aktivnosti v času zimske službe in aktivnosti po končanem obdobju zimske službe. Aktivnosti pred pričetkom zimske službe obsegajo izdelavo programa zimske službe, pri čemer so javne ceste razdeljene v različne razrede (odvisno od gostote prometa, kategorije ceste, pomembnosti v prostoru, klimatskih pogojev), pripravo deponij posipnih materialov, obveščanje javnosti in namestitev potrebne opreme(snežni koli, palisade oziroma snežne ograje) na ceste in objekte ter postavitev dopolnilne signalizacije. Aktivnosti v času zimske službe obsegajo: pripravljenost delovnih ekip in strojev, preventivno posipanje cest, posipanje in odstranjevanje snega in začasna popravila vozišč (krpanje s hladno bituminizirano zmesjo). Zaključna dela po končani zimski službi pa obsegajo čiščenje cest, odstranitev posebne opreme in signalizacije ter izdelava poročil.

### Gradbeno vzdrževanje cest
Gradbeno vzdrževanje cest v grobem delimo na popravila in obnove (ojačitve, preplastitve, prevleke) cest in objektov na njih.
S popravilom ceste razumemo ukrepe, ki nedvoumno presegajo obseg rednih vzdrževalnih del, vendar pa še ne predstavljajo obnovitve ali ojačitve konstrukcije. Na primer: obdelava površine večjega obsega (površinska prevleka), vgraditev obrabne plasti za zagotovitev enakomerne, ravne in zaprte površine vozišča z dobro sposobnostjo trenja, odprava kolesnic, poravnava večjih površin vozišča, obnovitev zgolj obrabne plasti v celotni širini voznega pasu z ali brez rezkanja.
Obnovitev - nadomestitev - obstoječe voziščne konstrukcije ali njenih delov je ukrep, če je prizadetih več plasti, ne samo obrabna plast. Obnovitev izvršimo z ojačitvijo ali odstranitvijo ustreznih delov, brez posegov izven cestnega sveta. 
Ojačitev pomeni vgraditev ene ali več dodatnih plasti na obstoječo voziščno konstrukcijo v okviru popravila ali obnovitve obstoječe voziščne konstrukcije. Pri tem ukrepu je običajno potrebno urediti tudi prometno opremo.
V sklop gradbenega vzdrževanja objektov na cestah sodijo dela, potrebna za zagotavljanje planirane uporabe in se izvajajo v odvisnosti od tipa konstrukcije in uporabljenega materiala po 15 do 20 letih. To so popravila krova konstrukcije (voziščna konstrukcija, izolacija, dilatacija, odvodnjavanje), popravilo in zamenjava opreme in ležišč, prenova zaščite jeklenih elementov, popravila (po potrebi ojačitev) konstrukcijskih elementov.

## Upravljanje in varstvo cest
Upravljanje cest je povezano z lastništvom ceste, ki je določeno s kategorizacijo cest in po možnosti izkazano tudi v zemljiški knjigi. Naloge, ki jih mora opravljati upravljavec cest so predvsem: nadzor nad stanjem cest, vodenje evidenc o cestah, kontrola tovornih vozil in pobiranje letnih povračil za ceste.
Nadzor nad stanjem cest se zagotavlja z: rednimi pregledi cest in objektov na njih, to je z zagotavljanjem pregledniške službe v okviru rednega vzdrževanja cest, rednimi občasnimi pregledi zaradi ugotavljanja stanja in izrednimi pregledi, to je po izrednih dogodkih (naravne in prometne nesreče, požar, plazenje tal, izredni prevozi ter drugi izredni dogodki).
Vodenje evidenc o cestah in objektih na njih je obvezno in potrebno tako za zagotavljanje statističnih podatkov za uradne evidence kot podatkov za potrebe vzdrževanja in gradnje cest. Evidence so razdeljene na tehnične podatke, podatke o vlaganjih v ceste ter podatke o uporabi cest. V Sloveniji je vodenje evidenc o cestah in objektih na njih predpisano s pravilnikom in vsebuje obvezne in priporočljive vsebine. Evidenco o cestah imenujemo banka cestnih podatkov (BCP) in je obvezna za vse javne ceste.
Kontrola tovornih vozil vsebuje: nadzor osnih obremenitev, skupnih mas in dimenzij tovornih vozil ter tehtanje vozil med vožnjo. Za izvajanje tovrstnih kontrol je potrebna ustrezna oprema (tehtnice, merilni trak) in po možnosti posebej za to zgrajeni prostori ob cesti, za tehtanje vozil med vožnjo pa se uveljavlja t. i. WIM sistem - inštrumenti, vgrajeni pod mostno konstrukcijo.
V varstvo cest sodijo ukrepi, ki so potrebni za preprečitev nestrokovnih posegov v cestno telo, cestni svet in varovalni pas ceste, za izdajo dovoljenj za izredne prevoze po javnih cestah in dovoljenj za zaporo javnih cest.

## Prometna varnost
Prometna varnost je sklop aktivnosti in ukrepov, ki udeležencem v prometu, ob spoštovanju cestno-prometnih predpisov, zagotavljajo varno uporabo cest. Poleg tehničnih rešitev, primernega vzdrževanja cest, lahko na prometno varnost bistveno vpliva tudi ustrezno postavljena in urejena prometna signalizacija ter oprema cest, ki določata prometni režim na posameznem odseku ceste. K prometni varnosti bistveno prispeva tudi napredek v razvoju avtomobilske tehnike.
Tehnične rešitve, ki zagotavljajo boljšo prometno varnost posameznim skupinam udeležencev v prometu, so tudi: zamenjava neustreznih in postavitev potrebnih varnostnih ograj, sanacija drsnih odsekov in preplastitve poškodovanih vozišč, izgradnja pločnikov in kolesarskih stez ter avtobusnih postajališč, ureditev križišč z dodatnimi pasovi za zavijanje ali krožišč, semaforizacija križišč, semaforizacijo in ureditev ter osvetlitev prehodov za pešce, osvetlitev križišč in potekov cest skozi naselja, ukrepi za umirjanje prometa (prometni otoki, šikane, grbine).
Nadgradnja pojma "prometna varnost" (traffic safety) pa je pojem "varovanje v prometu" (traffic security) pod katerim razumemo vse, kar je povezano z zavarovanjem, zaščito in preprečevanjem namernega fizičnega poškodovanja vozil, prometne infrastrukture, udeležencev v prometu in z odločanjem v varnostno kriznih situacijah. Izraza se danes uporabljata skupaj kot enoten pojem »traffic safety & security«, ki se navezuje na vse zgoraj naštete in še nekatere druge vidike cestnega prometa, kot so poškodovanje zaradi hujših vremenskih pojavov, razlitij ali razsutij nevarnih tovorov in podobno.

## Zaščita okolja
Posledice ceste in prometa na okolje delimo predvsem na dve večji področji, in sicer posledice ceste kot umetnega objekta v okolju in posledice zaradi prometa. Cesta kot umeten objekt v okolju vpliva na naravne lastnosti okolja (vizualni izgled krajine, mikro-klimatske razmere, mikro-hidrološke, geološke, biotopne in druge razmere) in spreminja namembnost površin. Posledice prometa na okolje so predvsem onesnaževanje z nevarnimi snovmi tal in voda, emisije, ki jih povzročajo prometna sredstva (CO2, svinec, gorivo, maziva, obrabljene gume, hrup, sol,...) in vplivajo tako na ljudi kot živali in rastline.
Ukrepi za zaščito pred vplivom ceste na okolje so predvsem tehnične rešitve, ki vplive omilijo ter umestitve cest v prostor, ki čim manj spreminjajo prostor, skozi katerega potekajo. Za zaščito proti hrupu gradijo protihrupne ograje in uporabljajo pasivno zaščito zgradb, za zaščito živali gradijo ekodukte, propuste za prehajanje živali, varovalne ograje, za zaščito podtalnice in vodotokov gradijo zadrževalnike, lovilce olj in čistilne naprave, pri zimskem vzdrževanju cest pa uporabljajo čim manj agresivne materiale, itd.
Izvajanje ukrepov za zaščito kulturne dediščine je usmerjeno predvsem v arheološka izkopavanja v trasah novih cest in po utemeljeni presoji tudi ohranjanje dediščine "in situ", največkrat pa iskanju takih potekov cest, s katerimi se izognejo občutljivim območjem.